# Augusto Sánchez
Pour les articles homonymes, voir Sánchez.
Sánchez  Beriguete est un nom espagnol. Le premier nom de famille, en général paternel, est Sánchez ; le second, en général maternel, souvent omis, est Beriguete.
Augusto Sánchez Beriguete (né le 19 décembre 1983 à Santa Cruz de Barahona) est un coureur cycliste dominicain.

## Biographie
Spécialiste des courses par étapes, Augusto Sánchez se distingue sur le Tour de Porto Rico en 2005, où il monte sur le podium. Obtenant plusieurs places d'honneur sur des courses par étapes d'importance locale, et même la victoire finale à la Vuelta Esmeralda en 2009, il remporte en 2010 la plus importante course cycliste dominicaine, la Vuelta a la Independencia Nacional. 
Sanchez a également été champion de République dominicaine du contre-la-montre en 2007, 2010, 2014 et 2017.

## Palmarès sur route

### Par années
- 2004
  - 2e étape du Trophée de la Caraïbe
  - 8e étape du Tour de la Martinique
  - 2e du championnat de République dominicaine sur route espoirs
- 2005
  - 2e étape du Tour de Porto Rico
  - 3e du Trophée de la Caraïbe
  - 3e du Tour de Porto Rico
- 2006
  - 10e étape du Tour de Cuba
- 2007
  -  Champion de République dominicaine du contre-la-montre
  - 8ea étape du Tour cycliste international de la Guadeloupe
- 2008
  - 3e et 5e étapes de la Vuelta a Chiriquí
  - 2e de la Vuelta a la Independencia Nacional
  -  Médaillé d'argent du championnat de la Caraïbe sur route
- 2009
  - 1re et 3e étapes de la Pre-Vuelta Independencia
  - 2e de la Pre-Vuelta Independencia
- 2010
  -  Champion de République dominicaine du contre-la-montre
  - 2e étape de la Pre-Vuelta Independencia
  - Vuelta a la Independencia Nacional :
    - Classement général
    - 2ea étape

  - 2e du Tour de Somerville
- 2010
  - 1re étape de la Vuelta a la Independencia Nacional
- 2011
  - Pre-Vuelta Independencia :
    - Classement général
    - 2e étape
- 2012
  - Pre-Vuelta Independencia :
    - Classement général
    - 1re étape
- 2013
  - 2e étape de la Vuelta a la Independencia Nacional
  - 2e du Hotter'N Hell Hundred
- 2014
  -  Champion de République dominicaine du contre-la-montre
- 2016
  - 1re étape de la Vuelta a la Independencia Nacional (contre-la-montre par équipes)
- 2017
  -  Champion de République dominicaine du contre-la-montre
  - 1re étape de la Vuelta a la Independencia Nacional (contre-la-montre par équipes)
  - 2e du Tour de Somerville
- 2018
  -  Champion de la Caraïbe du contre-la-montre
  - Vuelta a la Independencia Nacional :
    - Classement général
    - 2e étape

  -  Médaillé de bronze du championnat de la Caraïbe sur route
- 2021
  -  Champion de la Caraïbe du contre-la-montre
- 2022
  - 6e étape de la Vuelta a la Independencia Nacional

### Classements mondiaux
| Année                                 | 2005 | 2006 | 2007 | 2008 | 2009 | 2010 | 2011 | 2012 | 2013 | 2014 | 2015 | 2016  | 2017  | 2018 | 2019 | 2020 | 2021  |
| ------------------------------------- | ---- | ---- | ---- | ---- | ---- | ---- | ---- | ---- | ---- | ---- | ---- | ----- | ----- | ---- | ---- | ---- | ----- |
| Classement mondial                    |      |      |      |      |      |      |      |      |      |      |      | 1568e | 1369e | nc   | nc   | nc   | 1042e |
| UCI Europe Tour                       | nc   | nc   | 967e | nc   | nc   | nc   | nc   | nc   | nc   | nc   | nc   | nc    | nc    | nc   |      |      |       |
| UCI America Tour                      | 122e | 226e | nc   | 60e  | 374e | 30e  | 65e  | 393e | nc   | nc   | 447e | 213e  | 125e  | nc   | nc   | nc   | 149e  |
|                                       |      |      |      |      |      |      |      |      |      |      |      |       |       |      |      |      |       |
| Légende : nc = non classéSource : UCI |      |      |      |      |      |      |      |      |      |      |      |       |       |      |      |      |       |

## Palmarès sur piste

### Jeux panaméricains

#### Poursuite par équipes
2 participations.
- Saint-Domingue 2003 : Éliminé au tour qualificatif (équipe rejointe)[1].
- Rio de Janeiro 2007 : Éliminé au tour qualificatif (5e temps des participants)[2].

### Jeux d'Amérique centrale et des Caraïbes
| 2 participations. - Carthagène des Indes 2006 : Vainqueur de la compétition. - Mayagüez 2010 : Troisième de la compétition. 1 participation. - Mayagüez 2010 : Vainqueur de la compétition. | 2 participations. - Carthagène des Indes 2006 : Troisième de la compétition. - Mayagüez 2010 : Second de la compétition. |

### Championnats panaméricains
| 2 participations. - Aguascalientes 2010 : Deuxième de la compétition. - Aguascalientes 2014 : abandon. | 3 participations. - Valencia 2007 : Troisième de la compétition. - Medellín 2011 : 6e de la compétition (avec Jorge Pérez, Wilmi Gil Santana et Rafael Merán). - Aguascalientes 2014 : 10e de la compétition (avec Jorge Pérez, Rafael Merán et Norlandy Tavera) | 4 participations. - Montevideo 2008 : 10e de la compétition. - Aguascalientes 2010 : 18e de la compétition. - Medellín 2011 : 12e de la compétition. - Aguascalientes 2014 : abandon. |

### Championnats nationaux
- 2014[12]
  -  Champion de République dominicaine de poursuite par équipes (avec Juan José Cueto, Norlandy Taveras et Jean Carlos Crispín)
  -  Champion de République dominicaine de l'élimination